# 홍콩의 차 문화
홍콩 사람들의 차를 마시는 습관은 중국의 차 문화, 주로 얌차 와 같은 광동 전통에서 들어왔다. 그러나 150년이 넘는 영국의 통치를 거치며 홍콩의 차 문화는 특이하게 변화되었다. 이 독창성은 차 문화뿐만 아니라 근본적인 사회적, 문화적 가치 측면에서도 마찬가지이다. 

## 홍콩 찻집의 역사
홍콩 최초의 찻집은 19세기 말에 설립되었다. 그 당시 사람들은 찻집에서 찻잎을 구입하여 손님에게 차를 제공할 수 있었다. 차는 하루가 시작될 때 달여지며. 낮 시간에 손님들이 들어오면 차가 제공된다. 영업이 끝나고, 밤이 되면 남는 차는 전부 버려진다. 손님들이 실제로 도착했는지 여부에 관계없이, 이렇게 행동했다. 훗날 이것은 "차는 버리기 위한 것이다"라는 관용구를 만들게 되었다. 
현대 사회에서 홍콩 사람들은 손님을 대접 할 때 찻집에서 차를 구입하거나, 뿐만 아니라 스스로를 위해 차를 구입하는 때도 종종 있다.  

## 홍콩에서 찻잎 포장
찻집 직원은 찻잎을 큰 호일 용기에 보관 한 다음 무게를 재고, 종이와 비닐 봉지로 포장했다. 그러나 이런 종류의 포장은 그리 매력적이지 않았다. 그리고 그것은 차가 빨리 산화되어 향기를 잃을 수 있기 때문에 찻잎의 품질에 부정적인 영향을 미치기 때문이기도 했었다. 그 이후로, 찻잎 포장이 크게 개선되었다. 이제 찻잎은 화려하고 고급진, 고밀도 플라스틱 팩으로 진공 포장된다. 이는 품질이 향상 될뿐만 아니라, 차의 시장 가치도 증가하게 만들었다. 
그러나, 이와 같은 포장은 발효되지 않은 또는 반 발효 된 차 (녹차 또는 우롱차)에만 적용된다. 홍차와 같은 발효 차의 경우 차가 계속 산화되고 숙성되도록 만들어야 하기 때문에 플라스틱 제품을 사용하지 않는 것이 좋다. 

## "티 포켓" 트렌드
원래의 맛을 잃지 않으면서 빠르고 편리하게 차를 우려낼 수 있게 하는 티 포켓은 홍콩에서의 차 마시는 습관을 바꾸고 있다. 
"티백"이라고도 하는 "티 포켓"은 최근 몇 년 동안 중국 차에 사용되었다. 처음에는 슈퍼마켓에서 찾을 수 있었지만 잘 알려지지 않았고 매력적으로 포장되지 않았기 때문에 인기가 없었다. 찻잎와 같이, 포장 된 티백의 수는 다양한 종류의 찻잎이 포함되어 있다. 차를 건조하게 유지하기 위해 대부분의 현대식 포장은 다시 닫을 수 있다. 찻잎 포장 브랜드 중 하나는 차 주머니에 영감을 주는 디자인을 만들어서 티 포켓에 사면체 모양 (피라미드 모양)을 만들고 더 큰 크기의 찻잎과 더 많은 양을 우려내고 맛을 전달한다.  

## 홍콩에서 차를 마시는 특이한 습관
홍콩은 밤문화가 발전된 지역이다. 반대로, 7시에서 8시 사이의 아침에는 거리가 거의 비어 있다. 대부분의 가게는 오전 9시 또는 그 이후부터 영업을 시작하며, 광둥식 식당은 약 6시 또는 그 이전에 문을 연다. (서부 지역의 식당은 약 새벽 4시부터 영업하는 경우도 있다.) 홍콩의 노동자 계급은 보통 이른 아침에 광둥식 식당에서 아침 식사를 한다. 그들은 "一盅兩件"(일충양건, 한 그릇 두 조각, 즉 두 개의 딤섬을 가진 차 한 잔을 의미하는 속어이다.)을 먹으면서 아침에 출근하기 전에 신문을 읽는다. 많은 노인들이 자신이 기르는 새를 새장에 넣은 상태로 식당에 데려와 다른 사람들과 대화를 나누기도 한다. 홍콩 사람들은 아침 내내 이렇게 보낼 수 있다. 이를 "모닝티와 신문"(Morning tea and newspaper)이라고 부른다. 

## 홍콩식 차 - 밀크티
홍콩 밀크티의 독특한 맛은 강한 실론 홍차와 우유가 섞인 차가 어우러진 맛이다. 

## 플래그스태프 하우스 다구 박물관
플래그스태프 하우스 다구 박물관(중국어: 茶具文物館 다구문물관[*])은 홍콩 공원 중사이구에 위치한 홍콩 예술관의 분지 박물관이다. 이곳은 차와 관련된 용품이나 도구들을 수집, 연구 및 전시하고 중국의 차 마시는 문화를 장려하기 위해 정기적인 프레젠테이션 또는 시연 강의를 개최하는 장소이기도 하다. 박물관에는 유명한 이싱 찻주전자가 많이 전시되어 있다. 

## 같이 보기
- 대만의 차 문화